# Pictures
Pictures er Katie Meluas tredje album. Dette blev udgivet 1. oktober 2007. Dette er det sidste af tre album som producenten Mike Batt producerer.

## Sporliste
| Nr. | Titel                     | Writer(s)                     | Længde |
| --- | ------------------------- | ----------------------------- | ------ |
| 1.  | "Mary Pickford"           | Mike Batt                     | 3:12   |
| 2.  | "It's All in My Head"     | Batt/Katie Melua              | 4:03   |
| 3.  | "If the Lights Go Out"    | Batt                          | 3:14   |
| 4.  | "What I Miss About You"   | Andrea McEwan/Melua           | 3:48   |
| 5.  | "Spellbound"              | Melua                         | 3:00   |
| 6.  | "What It Says on the Tin" | Batt                          | 3:44   |
| 7.  | "Scary Films"             | Batt                          | 4:02   |
| 8.  | "Perfect Circle"          | Molly McQueen/Melua           | 4:01   |
| 9.  | "Ghost Town"              | Batt/Melua                    | 3:31   |
| 10. | "If You Were a Sailboat"  | Batt                          | 4:02   |
| 11. | "Dirty Dice"              | McEwan/Melua                  | 3:39   |
| 12. | "In My Secret Life"       | Leonard Cohen/Sharon Robinson | 4:23   |

### Peak Positions
| Chart (2007/08) | Højeste position |
| --------------- | ---------------- |
| Danmark         | 2                |
| Finland         | 20               |
| Flandern        | 10               |
| Frankrig        | 4                |
| Irland          | 6                |
| Italien         | 18               |
| Japan           | 222              |
| Nederlandene    | 1                |
| New Zealand     | 27               |
| Norge           | 2                |
| Polen           | 3                |
| Portugal        | 4                |
| Schweiz         | 1                |
| Sverige         | 9                |
| Tyskland        | 2                |
| UK              | 2                |
| USA             | 11               |
| Wallonien       | 2                |
| Østrig          | 6                |